# Scharlachroter Plattkäfer
|                                                                                            | Kiel in Kopie grün                             |
| Abb. 1: Paarung                                                                            | Abb. 2: Schulter, Flügeldecke                  |
|                                                                                            |                                                |
| Abb. 3: Frontalansicht                                                                     | Abb. 4: Fünf Tarsenglieder Kopie unten gefärbt |
|                                                                                            |                                                |
| Abb. 5: Unterseite                                                                         |                                                |
| A: Oberlippe B: Oberkiefer C: Unterkiefer mit Kiefertaster D: Unterlippe mit Lippentastern | Abb. 6: Vorderteil                             |
| A: Oberlippe B: Oberkiefer C: Unterkiefer mit Kiefertaster D: Unterlippe mit Lippentastern | A: weiblich B: männlich                        |
| Abb. 7: Mundwerkzeuge nach (Reitter)                                                       | Abb. 8: Hintertarsus nach (Reitter)            |

Der Scharlachrote Plattkäfer oder kurz Scharlachkäfer (Cucujus cinnaberinus) ist ein Käfer aus der Familie der Plattkäfer. Die Gattung Cucujus ist in Mitteleuropa nur mit zwei Arten vertreten, die einander stark ähneln.
Die Gattung Cucujus ist nach dem brasilianischen Cúcujo benannt, was „leuchtender Käfer“ bedeutet. Der Artname cinnaberīnus ist eine falsche Schreibweise für lateinisch cinnabarīnus und bedeutet „zinnoberrot“. Der Name bezieht sich auf die intensive rote Farbe des Käfers.
Der verborgen lebende Käfer ist recht selten und wird in den Anhängen II und IV zu Natura 2000 aufgeführt.

## Merkmale des Käfers
Wegen der auffallenden Farbe kann die Art bei oberflächlicher Betrachtung mit dem Scharlachroten Feuerkäfer verwechselt werden, sie ist mit einer Länge von elf bis fünfzehn Millimeter jedoch kleiner als der Scharlachrote Feuerkäfer und viel stärker abgeplattet (Abb. 3).
Kopf und Halsschild sind rot gefärbt und leicht glänzend, die Flügeldecken sind ebenfalls rot, aber matt. Bei Totmaterial verliert sich die rote Farbe schnell (Abb. 2 bis 3). Die Tarsen sind braun, der Rest der Beine, die Fühler und die Unterseite schwarz.
Der abgeplattete, dreieckige Kopf zeigt nach vorn. Er ist kräftig punktiert (Abb. 6). Die Oberkiefer sind von oben gut sichtbar. Sie sind schwarz und enden in drei asymmetrischen Zähnen, die beim Schließen der Oberkiefer ineinandergreifen (Abb. 3). Beim sehr ähnlichen Cucujus haematodes sind die Oberkiefer rot. Die viergliedrigen Kiefertaster und die dreigliedrigen Lippentaster haben ein abgestutztes Endglied (Abb. 7). Die Augen sitzen seitlich und sind leicht nach vorn orientiert. Hinter den Augen sind die Schläfen stark backenartig verbreitert (Abb. 3 und 6).
Die elfgliedrigen Fühler sind fadenförmig und vor den Augen eingelenkt. Sie sind etwa halb so lang wie der Körper. Das erste Glied ist stärker, aber nicht ausgesprochen schaftförmig.
Der Halsschild ist schmaler als die Schläfen und die Flügeldecken. Er ist wie der Kopf punktiert. Seine Hinter- und Vorderecken sind deutlich ausgebildet, von den Vorder- zu den Hinterecken verengt er sich fast gleichförmig. Sein Seitenrand ist unregelmäßig fein gezähnt und im Unterschied zu Cucujus haematodes geschwärzt.
Die Flügeldecken sind stark abgeflacht und matt. Sie haben nur neben der erhöhten Naht eine feine Punktreihe, sonst sind sie ohne Punktreihen. Die Schultern sind gut ausgebildet. Die Seitenränder der Flügeldecken sind rechtwinklig zur Scheibe nach unten abgeknickt und verlaufen parallel zueinander. Die Scheibe ist zur Naht hin leicht niedergedrückt. Die Flügeldecken sind apikal halbkreisförmig gerundet. Um die Schultern herum und auf der Seite der Flügeldecken verläuft ein deutlicher Kiel (Abb. 2, in der darunter platzierten Kopie grün). Das dreieckige Schildchen ist gut sichtbar, glänzend und gepunktet.
Die Vorder- und Hinterhüften sind klein, kugelig und deutlich voneinander getrennt (Abb. 5). Auch die Hinterhüften sind voneinander entfernt. Das erste Tarsenglied ist ziemlich klein und im Ende der Schiene versteckt, bei oberflächlicher Betrachtung zählt man deswegen ein Tarsenglied weniger (Abb. 4). Beim Weibchen sind alle Tarsen fünfgliedrig, beim Männchen bestehen nur die Vorder- und Mitteltarsen aus fünf Gliedern, die Hintertarsen sind viergliedrig (Abb. 8). Die Beine werden gewöhnlich zur Seite hin ausgerichtet.

## Merkmale der Larve

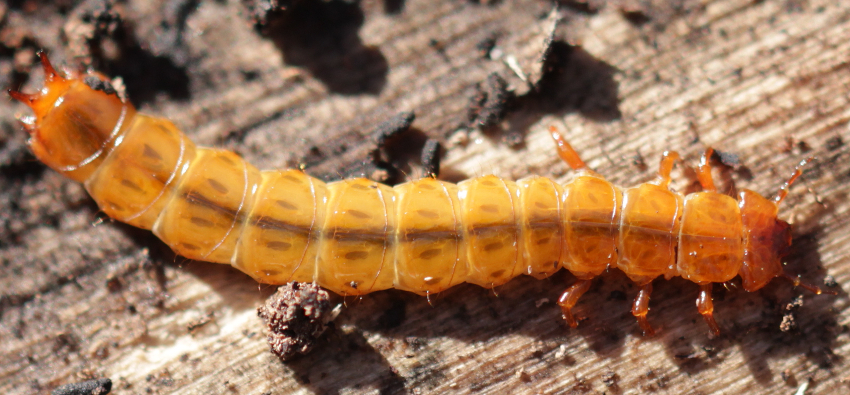
Larve des Scharlachkäfers

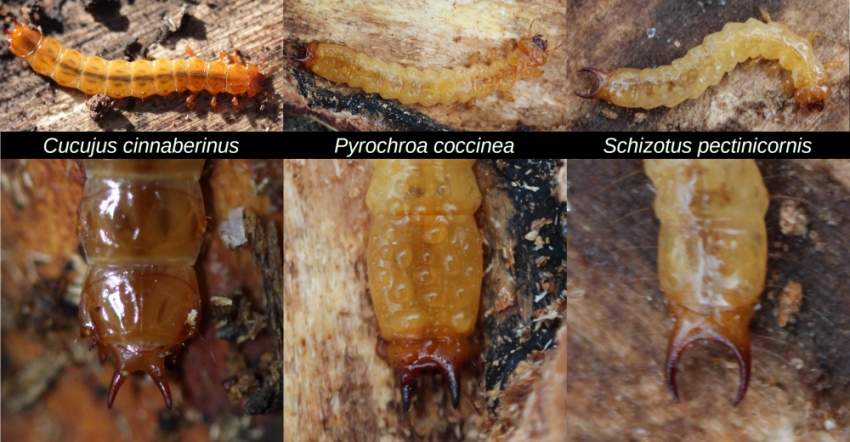
Vergleich der Larve von Cucujus cinnaberinus mit den häufig unter der Rinde von Totholz gefundenen Larven von Pyrochroa coccinea und Schizotus pectinicornis.

Die bernsteinfarbene Larve ähnelt denen der im gleichen Biotop häufigen Feuerkäferarten: Scharlachroter Feuerkäfer (Pyrochroa coccinea), Rotköpfiger Feuerkäfer (Pyrochroa serraticornis) und Orangefarbener Feuerkäfer (Schizotus pectinicornis). Sie ist flach, das Außenskelett gut chitinisiert und gehärtet. Das letzte Körpersegment trägt zwei Paar gerade Anhänge (Bild). Die Segmente sind aber alle breiter als lang, im Unterschied zur Larve des Feuerkäfers. Im letzten Larvenstadium erreichen die Larven eine Länge bis 26 Millimeter.

## Biologie

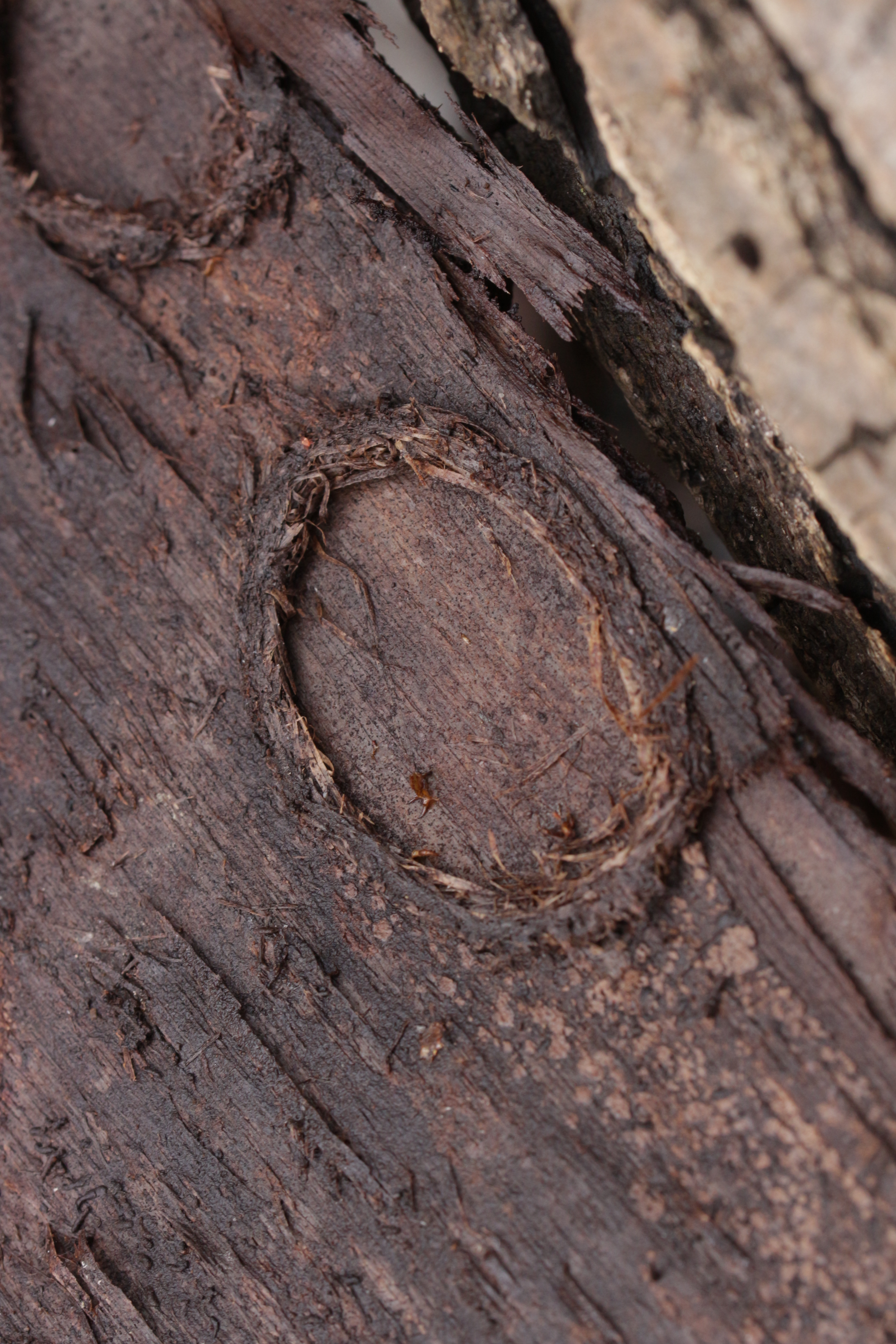
Puppenwiege des Scharlachkäfers

Man findet den Käfer unter der Rinde von absterbenden oder toten Laubbäumen, nur ausnahmsweise unter Nadelholzrinde (Faulholzbewohner). Auch die Larven entwickeln sich dort. Sie brauchen zur Entwicklung zwei Jahre oder mehr. Die Larven verpuppen sich im Sommer. Die Puppenwiege ähnelt der des Schrotbocks und ist mit Nagespänen umgeben.
Die Imagines schlüpfen etwa zehn Tage nach der Verpuppung am Ende des Sommers oder im Frühherbst, verbleiben aber noch einige Tage in der Puppenkammer. Sie überwintern unter der Rinde und pflanzen sich im Frühjahr fort.
Imagines findet man im frühen Frühjahr am häufigsten. Ein zweites Maximum des Auftretens liegt im Herbst. Nur durch Risse in der Rinde gelangen sie ins Freie oder von Neuem unter die Rinde, sie können sich nicht wie die meisten holzbewohnenden Käfer ein Loch nagen. Im April und Mai schwärmen die Käfer gegen Abend. Die Kopulation erfolgt unter der Rinde zu Beginn der Vegetationsperiode. Bei der Kopulation kann man beobachten, wie die Männchen die Fühler der Weibchen beknabbern (Abb. 1).
Die Weibchen legen ihre Eier unter die Rinde geeigneter Bäume, wobei der Zersetzungsgrad der Bastschicht wichtig ist.
Wirtspflanzen sind hauptsächlich Pappeln (Populus), Ahorn (Acer), Buche (Fagus), Rosskastanie (Aesculus hippocastanum) und Eichen (Quercus).
Man findet die Larven in feuchtem, durch Zersetzung braunem Bast.
Im Laborversuch wurden im Jahr der Verpuppung sechs Larvenstadien gezählt, die gesamte Anzahl der Häutungen ist nicht bekannt.
Die Larven fraßen reichlich bereits stark zersetzten Bast und die daran haftenden Kleinlebewesen, die Entwicklung ist aber ohne zusätzliche Tiernahrung deutlich behindert.
Die adulten Tiere ernährten sich im Versuch räuberisch.
Dabei wurden die Beutetiere mit den Mandibeln festgehalten, gequetscht und austretende Weichteile gefressen.
Zumindest in Gefangenschaft gehaltene Käfer sind nachtaktiv und tagsüber sehr scheu.
Nach dem Aufdecken erstarren sie häufig in einer Haltung mit gebeugtem Kopf und angezogenen Beinen, danach verkriechen sie sich schnell in Ritzen (Abb. 6).
Die Larven leben gesellig und reagieren auf Berührung durch heftiges Krümmen in schnellem Wechsel nach links und rechts.

## Verbreitung
Das Verbreitungsgebiet erstreckt sich von Frankreich über die Schweiz und Österreich nach Osteuropa (Polen, Ukraine, Tschechien, Slowakei, Ungarn, Rumänien und Serbien mit Montenegro). In Deutschland ist der Käfer nur aus Südostbayern, Baden-Württemberg, Hessen, Brandenburg, Hamburg, Mecklenburg-Vorpommern, Sachsen-Anhalt und Berlin bekannt. Aus Norwegen, Schweden und Finnland wird die Art ebenfalls gemeldet.
Die Meldungen sind jedoch in den Randgebieten des Verbreitungsareals rückläufig. Aus Spanien gibt es nur historische Meldungen und auch in Italien galt die Art lange Zeit als ausgestorben. Andererseits scheint sich der Käfer auch gebietsweise neu zu etablieren, etwa in neu angelegten Pappelalleen.
Die Fundorte liegen hauptsächlich entlang den Überflutungsgebieten größerer Flüsse. Auch in Bergregionen in der Nähe naturnah bewirtschafteter Wälder wird der Käfer häufiger gefunden. Es wird diskutiert, ob dabei zwei ökologische Rassen vorliegen oder ob es sich um die Fragmentierung eines ehemals zusammenhängenden Verbreitungsareals handelt.

## Gefährdung und Schutz
Der Scharlachkäfer wird in den Anhängen II und IV der Fauna-Flora-Habitat-Richtlinie (Richtlinie 92/43/EWG) aufgeführt. Er genießt damit EU-weiten Schutz.
In der Vergangenheit war die Art in weiten Teilen ihres Verbreitungsgebietes sehr selten und in den Roten Listen vieler Länder aufgeführt. Etwa in den 2010er Jahren begannen die Bestände der Art sich zu erholen, und es fanden Arealerweiterungen statt. In der Roten Liste gefährdeter Arten Deutschlands wird die Art daher seit 2021 als „ungefährdet“ eingestuft, nachdem sie vorher unter der Kategorie 1 (vom Aussterben bedroht) geführt wurde.